# Gare de Montbrison
Gare de Montbrison vasútállomás Franciaországban, Montbrison településen.

## Vasútvonalak
Az állomást az alábbi vasútvonalak érintik:
- Clermont-Ferrand–Saint-Just-sur-Loire-vasútvonal
- Lyon-Saint-Paul-Montbrison-vasútvonal

## Kapcsolódó állomások
A vasútállomáshoz az alábbi állomások vannak a legközelebb:
- Gare de Saint-Romain-le-Puy
- Gare de Boën